# Silvia Stroescu
Silvia Stroescu, född 8 maj 1985 i Bukarest, är en rumänsk gymnast.
Hon tog OS-guld i lagmångkampen i samband med de olympiska gymnastiktävlingarna 2004 i Aten.